# Interstate H-2
Interstate H-2 (afgekort H-2, ook wel Veterans Memorial Freeway genoemd) is een Interstate Highway op het eiland Oahu (Hawaï) in de Verenigde Staten. De snelweg loopt volledig door Honolulu County.